# Хаджин
Хаджин (араб. هجين) — місто в Сирії на річці Євфрат, розташоване в районі Абу-Кемаль мухафази Дайр-ез-Заур і є центром однойменної нахії. За даними Центрального бюро статистики Сирії, чисельність населення 2004 року становила 37,935 осіб.

## Історія
Під час Громадянської війни в Сирії місто Хаджин було захоплене бойовиками терористичної організації «Ісламська держава» у 2014 році, і утримувалося ними аж до 7 грудня 2017 року, коли було звільнено силами ДСС (бійці Військової Ради Дейр-ез-Зора, підрозділ всередині Сирії) за підтримки Міжнародної коаліції боротьби з ІД.
Повторно взятий силами Ісламської держави за кілька днів після взяття міста курдськими силами. Бої за контроль над містом відновились у вересні 2018 року. Перед проведенням наступу на місто СДС провели зачистку вздовж кордону з Іраком, і взяли під контроль селище Багуз Тахтані (Baghuz Tahtani), на кордоні між Іраком та «Хаджинською кишенею» (останній оплот Ісламської Держави в Сирії), відрізавши шляхи відходу для ІД (в) пустелю Анбара та Найнави, Ірак). Після чого, продовжили наступ, узявши під контроль селище Багуз Фоукані (Baghuz Fowqani), частину селища Ас-Сафа (As-Shafah) та північну половину мосту Абу-Кемаль. У листопаді 2018 року ІД продовжили спроби наступу на позиції СДС, користуючись поганими погодними умовами. Бойовики ІД змогли здійснити прорив до нафтового родовища «Танак», здійснивши на нього напад із застосуванням SVBIED. Крім цього, розпочали успішний наступ на місто Гараніж (втрачено ІД у грудні 2017 року), вийшовши до його східної околиці. На початку грудня фронт був посилений бійцями Військової Ради Манбіджу та YPG. СДС відновили наступ на східному березі Єфрату, змогли вибити ІД з околиць Гараніжу, відрізати ІД від кордону з Іраком (Ппвернувши під контроль селище Багуз Тахтані). 12 грудня СДС вже на 30% контролювали місто (західну розв'язку та район Санбул). Знову повернуто під контроль Демократичних сил Сирії 19 грудня 2018 року.